# Liste der Baudenkmale in Wendorf
In der Liste der Baudenkmale in Wendorf sind alle Baudenkmale der Gemeine Wendorf im Landkreis Vorpommern-Rügen und ihrer Ortsteile aufgelistet. Grundlage ist die Veröffentlichung der Denkmalliste des Landkreises Vorpommern-Rügen, Auszug aus der Kreisdenkmalliste vom April 2016.

## Groß Lüdershagen
| ID     | Lage                      | Bezeichnung                                          | Beschreibung | Bild                  |
| ------ | ------------------------- | ---------------------------------------------------- | --- | --------------------- |
| 10451A | Kastanienweg 5, 6 (Karte) | Gutshaus (Gutsanlage)                                | Gutshaus von 1866 der Familien von Langen und von Keffenbrinck als 1-gesch. Putzbau mit 2-gesch. Eingangsrisalit und Krüppelwalmdach. | Gutshaus (Gutsanlage) |
| 10451B | Kastanienweg 8 (Karte)    | Stallgebäude (Gutsanlage)                            | |                       |
| 10451C | Kastanienweg (Karte)      | Stall/Remise (Gutsanlage)                            | |                       |
| 10451D | Feldstraße 18 (Karte)     | Stall (Gutsanlage)                                   | |                       |
| 10451E | Kastanienweg 7, 8         | Hundehaus (Gutsanlage)                               | |                       |
| 10451F | Kastanienweg 9            | Ehem. Wirtschaftsgebäude (Ensembleschutz Gutsanlage) | |                       |
| 10451G | Kastanienweg 10           | Ehem. Wirtschaftsgebäude (Ensembleschutz Gutsanlage) | |                       |

## Quelle
- Denkmalliste des Landkreises Vorpommern-Rügen